# Lijst van voetbalinterlands Bosnië en Herzegovina - Estland (vrouwen)
Deze lijst van voetbalinterlands is een overzicht van alle officiële voetbalinterlands tussen de nationale vrouwenteams van Bosnië en Herzegovina en Estland. De landen hebben tot nu toe twee keer tegen elkaar gespeeld.

## Wedstrijden
| № | Plaats | Datum           | Competitie           | Wedstrijd                       | Uitslag |
| - | ------ | --------------- | -------------------- | ------------------------------- | ------- |
| 1 | Zenica | 23 oktober 2015 | EK 2017 kwalificatie | Bosnië en Herzegovina − Estland | 4 − 0   |
| 2 | Tartu  | 6 juni 2016     | EK 2017 kwalificatie | Estland − Bosnië en Herzegovina | 0 − 1   |

## Samenvatting
| Competitie      | Totaal gespeeld | Winst Bosnië en Herzegovina | Gelijk | Winst Estland | Doelsaldo Bosnië en Herzegovina – Estland |
| --------------- | --------------- | --------------------------- | ------ | ------------- | ----------------------------------------- |
| EK-kwalificatie | 2               | 2                           | 0      | 0             | 5 − 0                                     |
| Totaal          | 2               | 2                           | 0      | 0             | 5 − 0                                     |